# 5969 Ryuichiro
5969 Ryuichiro eller 1991 FT är en asteroid i huvudbältet som upptäcktes den 17 mars 1991 av den japanska astronomen Tsutomu Seki vid Geisei-observatoriet. Den är uppkallad efter japanen Ryuichiro Goto.
Den tillhör asteroidgruppen Vesta.